# Hustler (Wisconsin)
Hustler é uma vila localizada no estado norte-americano de Wisconsin, no Condado de Juneau.

## Demografia
Segundo o censo norte-americano de 2000, a sua população era de 113 habitantes.
Em 2006, foi estimada uma população de 114, um aumento de 1 (0.9%).

## Geografia
De acordo com o United States Census Bureau tem uma área de
1,6 km², dos quais 1,6 km² cobertos por terra e 0,0 km² cobertos por água.

## Localidades na vizinhança
O diagrama seguinte representa as localidades num raio de 16 km ao redor de Hustler.